# Маркус, Татьяна Иосифовна
Татья́на Ио́сифовна Ма́ркус (21 сентября 1921 — 29 января 1943) — героиня киевского подполья в годы Великой Отечественной войны. Герой Украины (2006, посмертно).

## Биография

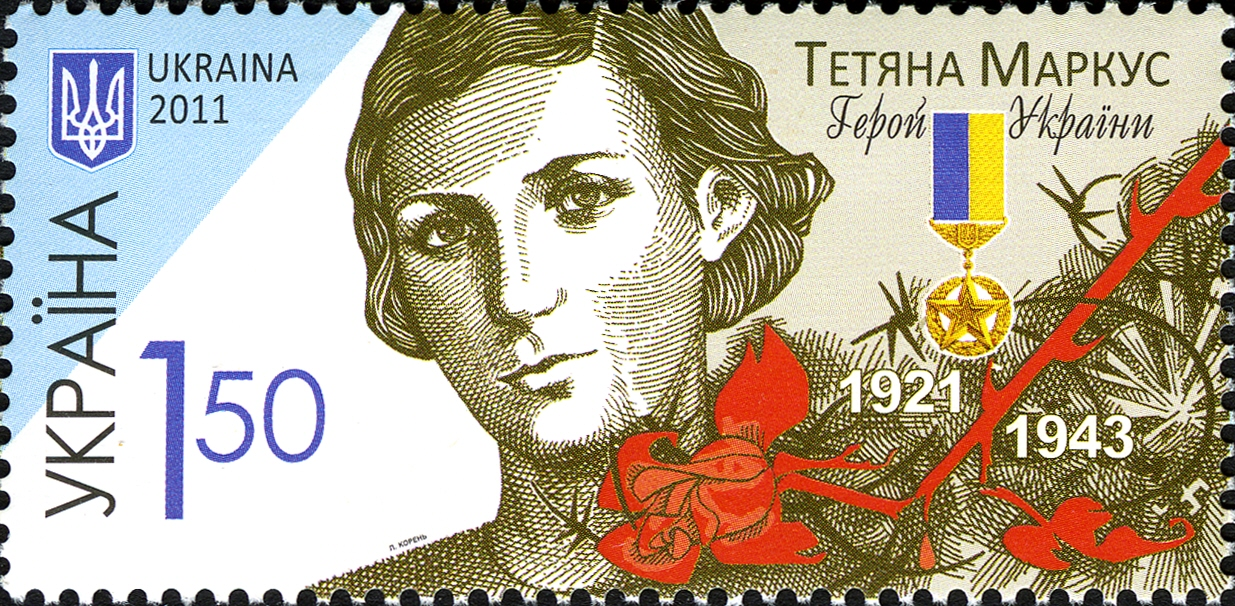
Почтовая марка Украины, 2011 год

Татьяна Маркус родилась в городе Ромны Сумской области в еврейской семье.
Через несколько лет семья Маркусов переехала в Киев. Таня окончила 9 классов школы № 44. С 1938 года работала секретарём отдела кадров пассажирской службы Юго-Западной железной дороги. Летом 1940 года она была откомандирована в Кишинёв, где работала в трамвайно-троллейбусном парке.
С захватом Кишинёва румынами вернулась в Киев, где с первых дней оккупации города стала активно участвовать в подпольной деятельности. Она была связной подпольного горкома и членом диверсионно-истребительной группы. Неоднократно участвовала в диверсионных актах против гитлеровцев, в частности, во время парада оккупантов бросила гранату, замаскированную в букете астр, в марширующую колонну солдат. По подложным документам её прописали в частном доме под фамилией Маркусидзе: была придумана легенда, что она дочь грузинского князя, расстрелянного большевиками. Под этой фамилией она устроилась работать в офицерскую столовую. Там она успешно продолжала диверсионную деятельность: подсыпала отраву в еду. Несколько офицеров погибло, но Таня осталась вне подозрений. Кроме того она своими руками застрелила ценного гестаповского осведомителя, а также передала в подполье сведения о предателях, работавших на гестапо. Многих офицеров немецкой армии привлекала её красота и они ухаживали за ней. Не смог устоять и высокопоставленный чин из Берлина, прибывший для борьбы с партизанами и подпольщиками. На своей квартире он был застрелен Таней Маркус. За время своей деятельности Таня Маркус уничтожила несколько десятков немецких солдат и офицеров.
За ней началась охота. Однажды она застрелила гитлеровского офицера и оставила записку: Всех вас, фашистских гадов ждёт такая же участь. Татьяна Маркусидзе. Руководство подполья решило вывести Таню Маркус из города к партизанам, но не смогло этого сделать. 22 августа 1942 года она была схвачена береговой охраной Вермахта при попытке переправиться через Днепр. Её подвергали в гестапо жесточайшим пыткам на протяжении пяти месяцев, но она никого не выдала. 29 января 1943 года Таня Маркус была расстреляна.

## Награды

Памятник в Киеве

Мемориальная доска Татьяне Иосифовне Маркус на киевской школе № 44 (скульптор — Валерий Медведев; уничтожена вандалами весной 2016 года)

- Звание Герой Украины (21.09.2006 — за личное мужество и героическое самопожертвование, стойкость духа в борьбе с фашистскими захватчиками в Великой Отечественной войне 1941—1945 годов, посмертно).
- Медаль «Партизану Отечественной войны» 2 степени (посмертно).
- Медаль «За оборону Киева» (посмертно).

## Память
- Мемориальная доска на киевской школе № 44. Украдена вандалами весной 2016 года[2]. Новая установлена в 2017.
- 1 декабря 2009 года в Киеве на территории Бабьего Яра был открыт памятник Татьяне Маркус. На церемонии открытия присутствовали: инициатор памятника Илья Левитас, городской голова Киева Леонид Черновецкий и посол Израиля Зина Калай-Клайтман[3].
- В сентябре 2011 года была выпущена почтовая марка Украины, посвящённая Маркус[4].
- Музей памяти Т. Маркус в киевской школе № 44[5]